# Юрьев, Евгений Борисович
Юрьев Евгений Борисович (род. 7 июля 1950, Днепропетровск) — советский и украинский учёный-психиатр, суицидолог.

## Биография
Родился 7 июля 1950 года в городе Днепропетровске, УССР. В 1973 году окончил Днепропетровский медицинский институт, затем аспирантуру при Харьковском научно-исследовательском институте невралогии и психиатрии им. В. П. Протопопова. В 1985 году защитил кандидатскую диссертацию в области психиатрии. С 1975 г. работает в Днепропетровской областной клинической психиатрической больнице, с 1982 года по настоящее время заведует областным кризисным отделением.

## Профессиональная деятельность
Круг профессиональных интересов Евгения Юрьева — лечение депрессий, социальная психиатрия, проблемы управления системами психиатрической помощи, философские аспекты психиатрии.
В 1982-83 годах в Днепропетровской области была создана первая на Украине служба по профилактике самоубийств, среди населения области, включившая в себя телефонные линии «Доверия», кабинет социально-психологической помощи и кризисное отделение.
В этот же период, в Днепропетровске , Всесоюзным научно-исследовательским суицидологическим центром было проведено первое научно-методическое совещание по вопросам профилактики самоубийств в Приднепровском регионе и Украине, которому предшествовала большая научная работа по изучению данной проблемы. Евгений Борисович Юрьев стал первым специалистом суицидологом Днепропетровского областного управления здравоохранения и был им до 1999 года. В результате проведенной работы удалось существенно уменьшить количество попыток и самоубийств, среди населения.
Евгений Борисович — автор научных статей по проблемам психиатрии, автор двух книг: «Если это депрессия…» и «Украина: взгляд психиатра», участник многочисленных международных и отечественных конференций и конгрессов: Барселона (Испания) 1995 г., Прага (Чехия) 1995 г., Сан-Франциско, (Грант фонда Відродження) (США) 1996 г., Мадрид (Испания) 1996 г., София (Болгария) 1998 г., Амстердам (Голландия) 1999 г., Гамбург (Германия) 1999 г., Тепла (Чехия) 2000 г., Атланта — Вашингтон (США) 2000 г., Прага (Чехия) 2001 г., Вильнюс (Литва) 2001 г., Цюрих 2003 г.(Швейцария), Монтре 2008 г.(Швейцария), Флоренция (Италия) доклад Y.Yurieva.A.Mamchur.Y.Yuriev P01.112 и т. д.
Евгений Борисович был одним из учредителей «Украинского института психического здоровья», «Ассоциации медико-психологической поддержки и реадаптации населения в условиях кризиса», участник крупного международного проекта в области психиатрии (ANAP) (Attitudes and Needs Assessment in Psychiatry Project) — First Working Conference,Sofia,November 2-5,1998.
В 2001—2002 годах — специалист-эксперт украинской группы по выработке политики в области психического здоровья.

## Библиографии
- Е. Б. Юрьев. Если это депрессия… — Днепропетровск: ЗАТ Видавництво "Поліграфіст", 1998. — 101 с.
- Е. Б. Юрьев. Украина: взгляд психиатра. — Днепропетровск: Пороги, 2004. — 160 с.
- Радіш Я. Ф. с соавт. Психічне здоров`я, як об`єкт наукового дослідженя Українських авторів. ж. Психічне здоров'я (Mental Health) 4(9) 2005р. — Київ, 2005.
- Е. Б. Юрьев. "Мысли и чувства". — Днепропетровск: ОП Дніпропетровська книжкова дркарня, 2000. — 94 с.
- Е. Б. Юрьев. Осень 97, (стихи). — Днепропетровск: АП "Днепропровская книжная типография", 1998. — 30 с.
- Е. Б. Юрьев. "Габриэллки" (Стихи). — Днепропетровск: ОП Дніпропетровська книжкова дркарня, 1997. — 24 с.
- Е. Б. Юрьев. "Депрессии-проблема человека и общества.". — Днепропетровск, 2009. — 140 с.
- Е. Б. Юрьев. "Страна 38-UA или Украинская аномалия". — Днепр: Монолит, 2020. — 256 с.